# Sacramento Burgos
Sacramento Burgos (Cazalilla, Jaén 3 de maig de 1955) és una activista veïnal barcelonina. Va arribar a la capital catalana amb la seva família quan tenia cinc anys i va créixer al barri de Can Baró. Va anar a l'escola Damas apostólicas del carrer Polònia i va treballar a la Ronda Guinardó de secretària. Estudiava i treballava fins que dos avortaments involuntaris i el naixement de la seva primera filla li van fer prendre la decisió de deixar de treballar. Poc després de deixar la feina es va involucrar en l'associació de veïns de Can Baró, avui tancada permanentment. Quan la seva filla tenia 13 anys va tornar a treballar, i anys després es va traslladar de Can Baró al barri de Sant Genís dels Agudells, on aviat va implicar-se també en la lluita veïnal.
Sacramento Burgos sempre ha format part del Consell de Dones d'Horta-Guinardó. i ha estat presidenta de l'associació de veïns de Sant Genís dels Agudells durant dos mandats seguits. L'any 1996 va reclamar la instal·lació d'un Centre d'Atenció a les Dones al barri de Can Baró, i el 2005 es va involucrar de manera activa en la Plataforma No a la Narcosala a la Vall d'Hebron, que es posicionava en contra la proposta d'instal·lació d'una narcosala al cor del barri de Sant Genís dels Agudells. Aquell mateix any, Burgos i altres companyes es van organitzar per reclamar que el Centre de Cultura de Dones Francesca Bonne Maison fos l'espai d'informació de la dona que és avui.
Burgos també va tenir un rol molt actiu en les demandes municipals per aconseguir que s'instal·lessin ascensors en molts pisos vells del barri, perquè la manca d'ascensors obligava molta gent d'edat avançada o mobilitat reduïda a quedar-se reclosa a casa. Entre el 2012 i el 2013, Burgos i la resta de persones que formaven part de l'associació de veïns de Sant Genís dels Agudells van pressionar perquè l'autobús 112, que arriba fins a l'extrem més muntanyós del barri, passés també durant els caps de setmana i els festius. L'any 2014 va iniciar la lluita pel cobriment de la Ronda Guinardó, i també va estar implicada en l'estratègia veïnal d'ocupar el centre cívic per aconseguir un Casal d'Avis on la gent gran del barri pogués anar a ballar.
Sacramento Burgos va guanyar la Medalla Ciutat de Barcelona 2017 per la seva trajectòria com a activista tant al barri de Can Baró com al de Sant Genís.